# Afghanskriktrast
Afghanskriktrast (Argya huttoni) är en asiatisk fågel i familjen fnittertrastar inom ordningen tättingar. Den förekommer i västra Asien, från Irak till Pakistan. Vissa behandlar den som en del av orientskriktrasten.

## Utseende
Afghanskriktrasten är en 23 centimeter lång, brunfärgad fågel som i stora drag liknar den västligare arten irakskriktrast (T. altirostris) som den delvis delar utbredningsområde med. Afghanskriktrasten är dock mindre varmbrun ovan, har gula ben istället för gulaktiga och mer streckad ovan samt på undersidan tvärs över och på sidorna av bröstet. Den kraftigare näbben, större storleken, avvikande läten, blekare och gråare fjäderdräkt samt bröststreckningen skiljer den från den östligare orientskriktrasten (A. caudata). Nominatformen är mörkare brun ovan och med smalare streckning både ovan och under än salvadorii.

## Utbredning och systematik
Afghanskriktrast förekommer i västra Asien från Irak till södra Pakistan. Den delas upp i två underarter med följande utbredning:
- salvadorii – sydöstra Irak till sydvästra Iran
- huttoni – sydöstra Iran, södra Afghanistan och sydvästra Pakistan

Afghanskriktrastens utbredning i rött, orientskriktrast i grönt.

### Artstatus
Tidigare behandlades den som en underart till den östligare arten orientskriktrast (A. caudata) och vissa gör det fortfarande, på basis av att skillnader i storlek och dräkt till viss del anses vara gradvis och att tillräckligt med kunskap saknas om konstanta skillnader i läten.

### Släktestillhörighet
Afghanskriktrasten placeras traditionellt i släktet Turdoides. DNA-studier visar dock dels att skriktrastarna kan delas in i två grupper som skilde sig åt för hela tio miljoner år sedan, dels att även de afrikanska släktena Phyllanthus och Kupeornis är en del av komplexet. Idag delas därför vanligen Turdoides upp i två släkten, å ena sidan övervägande asiatiska och nordafrikanska arter i släktet Argya, däribland afghanskriktrast, å andra sidan övriga arter, alla förekommande i Afrika söder om Sahara, i Turdoides i begränsad mening men inkluderande Phyllanthus och Kupeornis.

## Levnadssätt
Afghanskriktrasten bebor halvöken, törnbuskmarker, klippiga arida och odlade områden med spridda buskar och träd, ofta bland tamarisker. Liksom andra skriktrastar ses den i små grupper, hoppande på marken med rest stjärt eller flygande "följa John" från buske till buske i fladdrig flykt avlöst av korta glid.

## Status
Internationella naturvårdsunionen IUCN erkänner inte afghanskriktrasten som egen art, varför den inte placeras i någon hotkategori.

## Namn
Fågelns vetenskapliga artnamn hedrar kapten Thomas Hutton (1807–1874) som tjänstgjorde i British Army i Indien 1831–1853 och Afghanistan 1839–1840.